# Sven Ljungberg

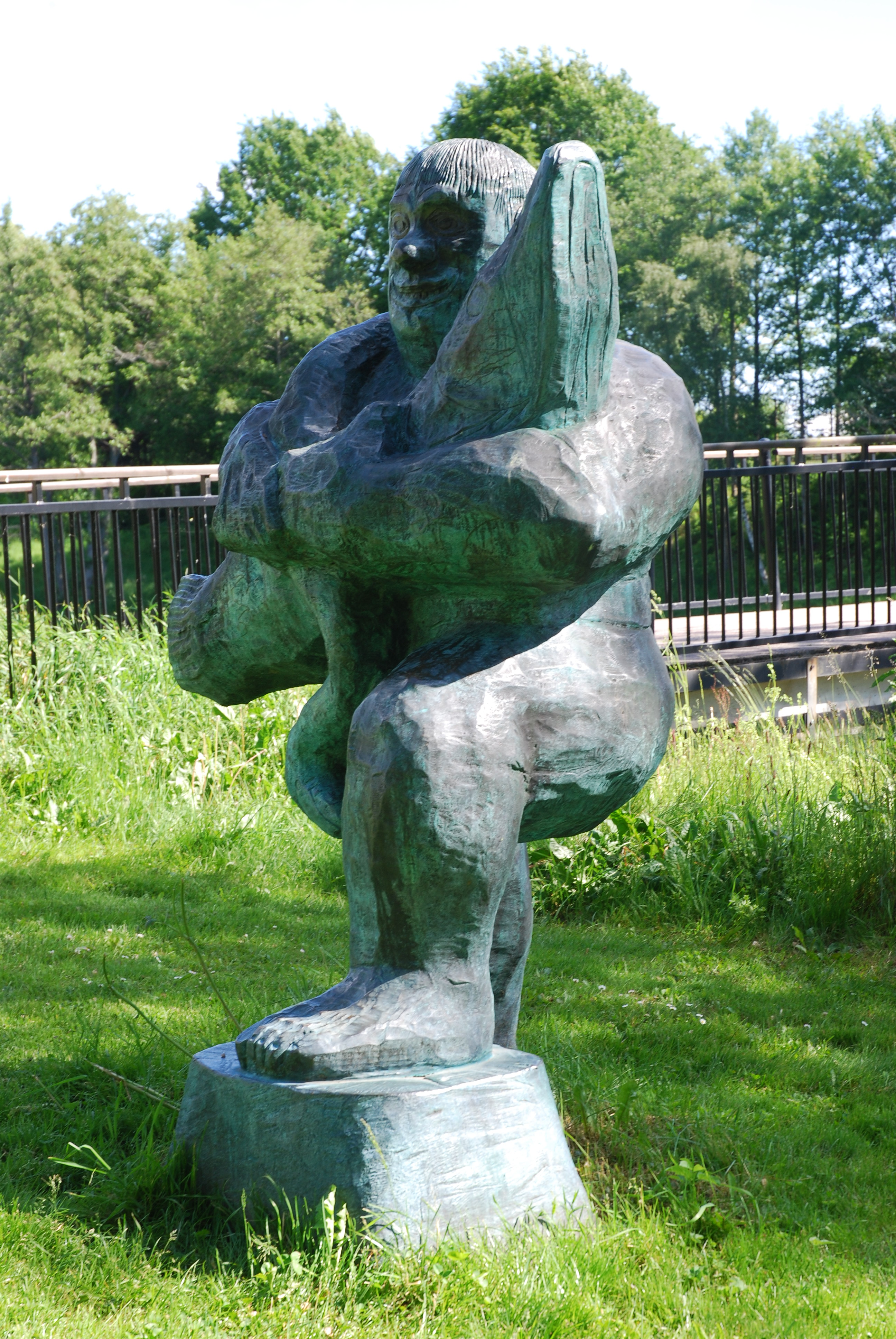
Ågubben (1999), bronsskulptur av Sven Ljungberg vid Lagan nedanför Ljungbergmuseet i Ljungby.

Sven Birger Ljungberg, född 15 december 1913 i Ljungby, Småland, död 28 juli 2010 i Italien, var en svensk målare, grafiker, professor och författare. I en bok som Nationalmuseum givit ut omnämns Ljungberg som en av världens främsta inom konsten att framställa trägravyrer.

## Biografi
Sven Ljungberg var son till målarmästare Elof Ljungberg och Blända, född Sjöberg. Han gifte sig den 24 maj 1942 med konstnären och poeten Ann Margret Dahlquist. Han var far till Pontus Ljungberg.
Ljungberg började sin konstnärliga bana 1931 med en korrespondenskurs i teckning på Hermods för Gotthard Sandberg samtidigt som han var målarlärling för fadern. Han studerade sedan vid Tekniska skolan i Stockholm 1932–1934 och för Olle Hjortsberg och Otte Sköld på Kungliga Konsthögskolans dekorativa linje 1934–1939, där han som elev till Otte Sköld kom att påverkas av dennes nysaklighet.
Ljungberg hämtade många av sina motiv från sin hemstad Ljungby. Han har gjort bokillustrationer, bland annat till alla Ivar Lo-Johanssons böcker från 1961. Dessutom har han utfört väggmålningar och mosaiker samt diplomen till Nobelprisvinnarna i fysik, kemi och Sveriges Riksbanks pris i ekonomisk vetenskap till Alfred Nobels minne 1977–1989.
Ljungberg blev ledamot av Franska konstakademien 1968, och var direktör för Konsthögskolan i Stockholm under åren 1972–1978, samt rektor där 1978–1981. År 1980 tilldelades han professors namn av regeringen.
1990 grundade han Ljungbergmuseet som ligger bredvid hans och hans frus tidigare hem i Ljungby. Han uppbar statlig inkomstgaranti för konstnärer och finns representerad vid Göteborgs konstmuseum, Nationalmuseum, Moderna museet i Gustaf VI Adolfs samlingar, Kalmar konstmuseum, Norrköpings konstmuseum, Örebro läns landsting, på Pusjkinmuseet i Moskva, i Kalmar konstmuseum, Smålands museum i Växjö med flera städers museum.
År 2003 gav Ljungberg tillsammans med Torgny Lindgren ut boken ABC med text av Lindgren och bilder av Ljungberg.
Sven Ljungberg är begravd på Skogskyrkogården i Ljungby.

## Utställningar i urval
Separatutställningar i Stockholm 1942, 1948, 1951, 1956, 1961, i Växjö 1944, i Moskva 1962, utställningar i Danmark, Norge, Finland, Frankrike, Italien och Grekland, i Internationella utställningen i Lugano 1958.
Samlingsutställningar: Höstsalongen 1940 (Ljungbergs första), Svensk-franska konstgalleriet 1941, 1945, 1946, 1947, "Fem år svensk konst" på Liljevalchs konsthall, Stockholm 1945, Färg och Form, Stockholm 1947, Riksförbundet för bildande konst vandringsutställning i Danmark 1946, Nordiska Konstförbundets utställning i Oslo 1946, Med unga tecknare sedan 1941.

## Verk i urval
Monumentalmålning åt Historiska museet i Stockholm 1944, väggmålning i Hjo stadshus 1949, fresco i Ljungby folkskola 1946 och i Ljungby församlingshem 1960, i Värnamo kapellkrematorium 1957-58, i Göteborgs stadsbibliotek 1967, mosaik i Sankt Sigfrids folkhögskola i Växjö 1953, i Värnamo församlingshem 1956, en svit trägravyrer till bland annat Pär Lagerkvists Gäst hos verkligheten 1957, Ivar Lo-Johanssons Statarna 1961, altartavla i guldmosaik till Ljungby kyrka 1965, teaterdekor till Dramatiska teatern i Stockholm 1967, mosaiken Arbetarrörelsens historia i Folkets hus i Stockholm 1966-69, mosaiker i Skogsägarnas hus i Växjö 1968, monumentalmålning åt Sveriges riksbank, Stockholm 1975, Landsstatshuset i Växjö (verket Dackefejden) 1976-77, altarmosaik och målningar i Gottsunda kyrka, Uppsala 1978-80, väggmålningar i Annelundskyrkan i Ljungby samt illustrationer till de självbiografiska Parvus 1971, Pictor 1974, Debut 1977 och På Öland 1980.